# Каменц
Каменц или Камјенц (њем. Kamenz, глсрп. Kamjenc) град је у њемачкој савезној држави Саксонија. Једно је од 63 општинска средишта округа Бауцен. Према процјени из 2010. у граду је живјело 17.431 становника. Посједује регионалну шифру (AGS) 14625250.

## Географски и демографски подаци
Каменц се налази у савезној држави Саксонија у округу Бауцен. Град се налази на надморској висини од 173 метра. Површина општине износи 53,2 km². У самом граду је, према процјени из 2010. године, живјело 17.431 становника. Просјечна густина становништва износи 328 становника/km².

## Међународна сарадња
| Мјесто | Држава | Врста сарадње | Од    |
| ------ | ------ | ------------- | ----- |
|        | Чешка  | партнерство   | 1992. |
| Извор  |        |               |       |